# Крива Лакавица
Крива Лакавица или Лакавица е река в източната част на Република Северна Македония между планините Смърдеш и Конечка (Серта), ляв приток на река Брегалница. Извира от северните склонове на Градешката планина, южно от село Долни Липовик, на височина от 570 m. Тече от югоизток на северозапад и се влива в река Брегалница край село Софилари на надморска височина от 251 m. Дължината на реката е 42 km, а водосборният ѝ район е с площ от 417,49 km². В горното течение на реката, в теснината Мантово, е изграден язовирът Мантово.

## Притоци
- Гарванска река
- Дубока река
- Корешевац
- Крив дол
- Лесковица
- Маденска река
- Макреш
- Радешка река
- Търска дереси